# زیبای بهار
زیبای بهار (نام علمی: Claytonia) نام یک سرده از راسته میخک‌سانان است.